# Emilio Recto
Emilio Recto (en latín, Aemilius Rectus) fue un político romano del siglo I, prefecto de Egipto durante el gobierno de Tiberio. En cierta ocasión envió al emperador una recaudación mayor de la que acostumbraba a contribuir la provincia. Tiberio le contestó que él quería que esquilaran a sus ovejas, no que las desollaran.